# Flegias
Flegias fue una ciudad de la Antigua Grecia situada en la región de Beocia, en el límite con Fócide, cuyos habitantes ya aparecen nombrados en la Ilíada. Su fundador mítico fue el personaje del mismo nombre. Estaba situada cerca de la ciudad de Orcómeno, donde su fundador llegó a reunir a los griegos más belicosos. Posteriormente los flegios se separaron de los orcomenios y se mostraron hostiles ante ellos, llegando incluso a saquear el templo de Delfos. Se decía que los dioses castigaron a los flegios, destruyeron casi toda su estirpe y unos pocos supervivientes consiguieron huir a Panopeo, en la Fócide.
Estrabón refiere que a los habitantes de Girtona, en Tesalia, se les llamaba también flegios.